# Tahiri Elikana
Tahiri Elikana, né le 14 septembre 1988, est un footballeur international cookien. Il évolue au poste de gardien de but au Nikao Sokattack.

## Biographie

### En équipe nationale
Tahiri Elikana débute en sélection nationale en 2011, lors des Jeux du Pacifique de 2011. Après six matchs et quatre années d'absence, il réintègre l'équipe en 2015 pour des matchs de qualifications à la Coupe du monde 2018.